# Yasuo Fukuda
Yasuo Fukuda (福田 康夫?, Fukuda Yasuo; Takasaki, 16 luglio 1936) è un politico giapponese.
Il 23 settembre 2007 è stato eletto presidente del Partito Liberal Democratico (di cui è una delle personalità moderate), succedendo all'ex premier Shinzō Abe, che si era dimesso il 12 settembre. In virtù dell'elezione alla carica più alta del partito di maggioranza alla Camera dei rappresentanti, Fukuda è stato nominato 91º Primo ministro, dopo l'incontro con l'imperatore Akihito che gli ha affidato l'incarico il 26 settembre.
Ha annunciato le sue dimissioni il 1º settembre 2008 dopo meno di un anno di governo. Fukuda ha motivato la sua decisione con la necessità di evitare una fase di «vuoto politico» al paese. Il rimpasto di governo nel mese di agosto non è infatti riuscito a dare una nuova stabilità. Fukuda è rimasto in carica fino al 24 settembre 2008, quando è stato succeduto da Tarō Asō, nuovo leader del Partito Liberal Democratico.
È stato il premier ospitante del G8 svoltosi in Giappone.
Come il suo predecessore, Fukuda proviene da una famiglia di tradizione politica: suo padre era infatti Takeo Fukuda che ricoprì diversi ruoli politici di rilievo e successivamente la carica di Primo ministro alla fine degli anni settanta.

## Inizi
Si è laureato all'Università di Waseda (早稲田大学) nel 1959. In seguito entrò a far parte della società Maruzen Petroleum (ora parte della Kosumo Sekiyu Kabushiki-gaisha, コスモ石油株式会社).
Dal 1978 al 1986, è stato direttore dell'Istituto finanziario Kinzai.